# Graziano Rossi (motociclista)
Graziano Rossi (Pesaro, 14 marzo 1954) è un pilota motociclistico italiano ritiratosi dall'attività agonistica nel 1982.

## Biografia
È il padre di Valentino Rossi, anch'egli pilota motociclistico professionista e di Clara Rossi, avuta dal secondo matrimonio.

## Carriera
Tra il 1970 e il 1980 si affacciò alla ribalta del motociclismo insieme a Virginio Ferrari, Marco Lucchinelli e Franco Uncini, una nuova generazione che succedeva a quella di Agostini, Pasolini e Villa.
Nel motomondiale esordì in classe 500 nel 1977 al Gran Premio delle Nazioni, 13º su una Suzuki. L'anno successivo gareggiò nella stessa classe senza cambiare moto e ottenne i primi punti per la classifica.
Nel 1979 con la Morbidelli oltre che in 500, ottenne un unico piazzamento tra i primi dieci, anche in classe 250, dove su 11 gran premi ne vinse 3 (Jugoslavia, Olanda e Svezia) e 5 podi. Nel mondiale fu terzo. Sembrava l'anno giusto, allietato dalla nascita del figlio Valentino, ma la casa pesarese, pur avendo una moto competitiva, a inizio stagione adottò un nuovo deludente telaio. Tornata al vecchio telaio, la moto si rivelò competitiva e Rossi chiuse la stagione dietro al sudafricano Kork Ballington e all'australiano Gregg Hansford. Con la stessa motocicletta ottenne piazzamenti a podio in entrambe le classi anche nel campionato Italiano. La stagione è stata ripercorsa da Graziano Rossi e dal suo meccanico dell'epoca, Franco Dionigi, nel documentario "Morbidelli - storie di uomini e di moto veloci" di Jeffrey Zani e Matthew Gonzales, nel quale il pilota descrive le sue impressioni sull'annata.
Nel 1980 fu ingaggiato dalla Suzuki con Lucchinelli, ma un grave incidente stradale ne condizionò il rendimento e a fine stagione non fu riconfermato; l'anno successivo, con la stessa squadra, Lucchinelli vinse il mondiale. Risale a quel periodo la rottura dei rapporti con Roberto Gallina, titolare della squadra.
Nel 1982 corse con una Yamaha del team Agostini. Nella gara del campionato Italiano velocità della classe 500, disputatasi a Imola il 19 settembre 1982, cadde rovinosamente e si salvò solo grazie al tempestivo intervento dei medici della clinica mobile. Ristabilitosi, abbandonò le due ruote per tentare la fortuna nei rally, partecipando a due prove del campionato mondiale rally, senza risultati.

## Risultati in gara

### Motomondiale

#### Classe 250
| 1979 | Classe | Moto       |     |    |    |     |   |   |   |  |   |     |     |   |     |  | Punti | Pos. |
| ---- | ------ | ---------- | --- | -- | -- | --- | - | - | - |  | - | --- | --- | - | --- |  | ----- | ---- |
| 1979 | 250    | Morbidelli | Rit | NE | 18 | Rit | 3 | 1 | 1 |  | 1 | Rit | Rit | 2 | Rit |  | 67    | 3º   |

| Legenda | 1º posto        | 2º posto            | 3º posto            | A punti      | Senza punti        | Grassetto – Pole position Corsivo – Giro più veloce |
| Legenda | Gara non valida | Non qual./Non part. | Ritirato/Non class. | Squalificato | '-' Dato non disp. | Grassetto – Pole position Corsivo – Giro più veloce |

#### Classe 500
| 1977 | Classe | Moto   |  |  |  |    |    |     |    |  |  |  |    |  |  |  | Punti | Pos. |
| ---- | ------ | ------ |  |  |  | -- | -- | --- | -- |  |  |  | -- |  |  |  | ----- | ---- |
| 1977 | 500    | Suzuki |  |  |  | 13 | NE | Rit | NE |  |  |  | NQ |  |  |  | 0     |      |

| 1978 | Classe | Moto   |  |  |  |   |    |    |    |  |   |     |     |    |    |  | Punti | Pos. |
| ---- | ------ | ------ |  |  |  | - | -- | -- | -- |  | - | --- | --- | -- | -- |  | ----- | ---- |
| 1978 | 500    | Suzuki |  |  |  | 6 | 12 | 16 | 14 |  | 9 | Rit | Rit | NE | NE |  | 7     | 16º  |

| 1979 | Classe | Moto       |  |  |     |   |     |     |    |  |     |     |     |    |     |  | Punti | Pos. |
| ---- | ------ | ---------- |  |  | --- | - | --- | --- | -- |  | --- | --- | --- | -- | --- |  | ----- | ---- |
| 1979 | 500    | Morbidelli |  |  | Rit | 9 | Rit | Rit | 12 |  | Rit | Rit | Rit | NE | Rit |  | 2     | 31º  |

| 1980 | Classe | Moto   |   |     |   |    |   |     |     |   |    |     |  |  |  |  | Punti | Pos. |
| ---- | ------ | ------ | - | --- | - | -- | - | --- | --- | - | -- | --- |  |  |  |  | ----- | ---- |
| 1980 | 500    | Suzuki | 3 | Rit | 4 | NE | 2 | Rit | Rit | 4 | NE | Rit |  |  |  |  | 38    | 5º   |

| 1981 | Classe | Moto                |    |     |  |     |  |    |     |     |     |  |    |     |    |    | Punti | Pos. |
| ---- | ------ | ------------------- | -- | --- |  | --- |  | -- | --- | --- | --- |  | -- | --- | -- | -- | ----- | ---- |
| 1981 | 500    | Morbidelli e Suzuki | NE | Rit |  | Rit |  | NE | Rit | Rit | Rit |  | 11 | Rit | 11 | NE | 0     |      |

| 1982 | Classe | Moto   |    |    |  |     |    |    |     |    |     |     |    |    |    |  | Punti | Pos. |
| ---- | ------ | ------ | -- | -- |  | --- | -- | -- | --- | -- | --- | --- | -- | -- | -- |  | ----- | ---- |
| 1982 | 500    | Yamaha | 13 | 14 |  | Rit | NP | 13 | Rit | 28 | Rit | Rit | NE | NE | 11 |  | 0     |      |

| Legenda | 1º posto        | 2º posto            | 3º posto            | A punti      | Senza punti        | Grassetto – Pole position Corsivo – Giro più veloce |
| Legenda | Gara non valida | Non qual./Non part. | Ritirato/Non class. | Squalificato | '-' Dato non disp. | Grassetto – Pole position Corsivo – Giro più veloce |

### Rally
| 1984 | Scuderia | Vettura         |  |  |  |  |  |  |  |  |  |     |  |  |  | Punti | Pos. |
| ---- | -------- | --------------- |  |  |  |  |  |  |  |  |  | --- |  |  |  | ----- | ---- |
| 1984 |          | Opel Manta GT/E |  |  |  |  |  |  |  |  |  | Rit |  |  |  | 0     |      |

| 1989 | Scuderia | Vettura                |  |    |  |  |  |  |  |  |  |  |  |  |  | Punti | Pos. |
| ---- | -------- | ---------------------- |  | -- |  |  |  |  |  |  |  |  |  |  |  | ----- | ---- |
| 1989 |          | Lancia Delta Integrale |  | 44 |  |  |  |  |  |  |  |  |  |  |  | 0     |      |

| Legenda | 1º posto | 2º posto | 3º posto | A punti | Senza punti | Ritirato | Squalificato | NP=Non partito C=Gara cancellata | Apice=Power stage |